# No limit (poker)
Pour les articles homonymes, voir No Limit.

Le no limit est une structure au poker largement utilisée en tournois et les cash games. Les mises et les relances sont libres (une table no limit se caractérise par ses blinds (mises obligatoires) puisque les bets (mises de relance) des tables limit n'existent pas), ce qui favorise le bluff.
Un joueur peut même miser tout son avoir en une seule fois. On dit alors qu'il est all-in (« tapis »). Si un joueur suit un autre joueur qui a misé plus que le tapis du premier, il y a création d'un side pot (« pot annexe »). En effet, on ne peut jouer qu'à hauteur de son propre tapis.

## Exemple
Myc a 300 €, Don a 200 €, Joey a 100 €, Will a 50 €.
Myc mise 200 € et les trois autres suivent, ils sont donc all-in → création de trois pots puisque Joey et Will ne disposent pas d'assez de fonds :
- Main pot que tout le monde se dispute : 50 € + 50 € + 50 € + 50 € = 200 € 
50 € : somme maximum de Will ;
- Side pot 1 que se disputent Myc, Don et Joey : 50 € + 50 € + 50 € = 150 € 
50 € : somme restant à Joey après paiement du Main pot → 100 € - 50 € ;
- Side pot 2 que se disputent Myc et Don : 100 € + 100 € = 200 € 
100 € : somme restant à Don après paiement du Main pot et du Side pot 1→ 200 € - 50 € - 50 €.

Les pots sont distribués en fonction du classement des mains au showdown, somme maximale que les joueurs peuvent espérer gagner :
- Myc et Don la totalité du pot : 200 € + 150 € + 200 € = 550 € ;
- Joey : 200 € + 150 € = 350 € ;
- Will : 200 €.

## Ante
L'ante est un modique droit d'entrée au pot, misé avant de recevoir les cartes par tous les joueurs de la table (Small Blind et Big Blind compris). C'est une sorte de taxe permettant de recevoir ses cartes. On utilise les antes en tournoi quand les blinds commencent à devenir importants pour continuer à accélérer le rythme de jeu (taille des pots plus élevée) sans augmenter trop la proportion des relances par rapport aux tapis.